# The World at War
The World at War (1973–74) este un serial britanic TV documentar care prezintă evenimente din al Doilea Război Mondial. În momentul realizării sale era cel mai scump serial care a fost creat vreodată, cu un buget de 900.000 £. A fost produs de Jeremy Isaacs, narat de Laurence Olivier și cu coloana sonoră creată de Carl Davis. A fost însoțit de o carte, The World at War, care a fost scrisă de Mark Arnold-Forster.

## Episoade
| #  | Titlul episodului                                          | Premiera          |
| -- | ---------------------------------------------------------- | ----------------- |
| 1  | „A New Germany (1933–1939)”                                | 31 octombrie 1973 |
| 2  | „Distant War (September 1939 – May 1940)”                  | 7 noiembrie 1973  |
| 3  | „France Falls (May – June 1940)”                           | 14 noiembrie 1973 |
| 4  | „Alone (May 1940 – May 1941)”                              | 14 noiembrie 1973 |
| 5  | „Barbarossa (June – December 1941)”                        | 21 noiembrie 1973 |
| 6  | „Banzai!: Japan (1931–1942)”                               | 5 decembrie 1973  |
| 7  | „On Our Way: U.S.A. (1939–1942)”                           | 12 decembrie 1973 |
| 8  | „The Desert: North Africa (1940–1943)”                     | 19 decembrie 1973 |
| 9  | „Stalingrad (June 1942 – February 1943)”                   | 2 ianuarie 1974   |
| 10 | „Wolf Pack: U-Boats in the Atlantic (1939–1944)”           | 9 ianuarie 1974   |
| 11 | „Red Star: The Soviet Union (1941–1943)”                   | 16 ianuarie 1974  |
| 12 | „Whirlwind: Bombing Germany (September 1939 – April 1944)” | 23 ianuarie 1974  |
| 13 | „Tough Old Gut: Italy (November 1942 – June 1944)”         | 30 ianuarie 1974  |
| 14 | „It's A Lovely Day Tomorrow: Burma (1942–1944)”            | 6 februarie 1974  |
| 15 | „Home Fires: Britain (1940–1944)”                          | 13 februarie 1974 |
| 16 | „Inside the Reich: Germany (1940–1944)”                    | 20 februarie 1974 |
| 17 | „Morning: (June – August 1944)”                            | 27 februarie 1974 |
| 18 | „Occupation: Holland (1940–1944)”                          | 13 martie 1974    |
| 19 | „Pincers: (August 1944 – March 1945)”                      | 20 martie 1974    |
| 20 | „Genocide (1941–1945)”                                     | 27 martie 1974    |
| 21 | „Nemesis: Germany (February – May 1945)”                   | 3 aprilie 1974    |
| 22 | „Japan (1941–1945)”                                        | 10 aprilie 1974   |
| 23 | „Pacific (February 1942 – July 1945)”                      | 17 aprilie 1974   |
| 24 | „The Bomb (February – September 1945)”                     | 24 aprilie 1974   |
| 25 | „Reckoning (April 1945)”                                   | 1 mai 1974        |
| 26 | „Remember”                                                 | 8 mai 1974        |